# Sticky Fingaz

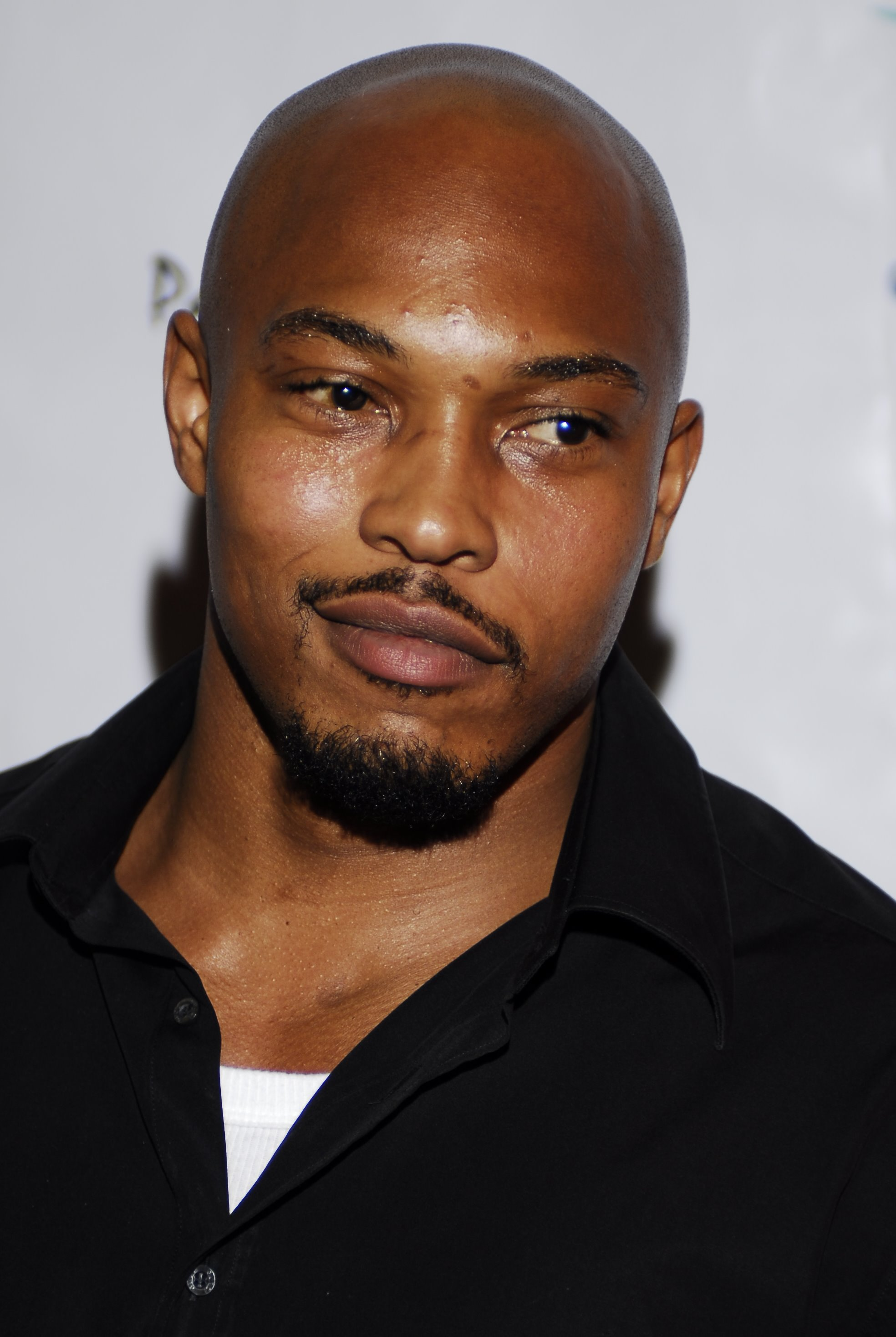
Kirk "Sticky Fingaz" Jones 2007.

Kirk "Sticky Fingaz" Jones, född 3 november 1973 i Brooklyn i New York, är en amerikansk rappare och skådespelare. Han är medlem i hiphopgruppen Onyx.
Han är kusin med Fredro Starr som också är med i hiphoppgruppen Onyx, som de startade 1991 i New York ihop med Sonsee och Big DS. 

## Filmografi (urval)
- 1993 – Strapped
- 1995 – Clockers
- 1995 – Dead Presidents
- 1999 – In Too Deep
- 2000 – Next Friday
- 2000 – Lockdown
- 2002–2006 – The Shield (TV-serie) (sex avsnitt)
- 2003 – Leprechaun: Back 2 tha Hood
- 2004 – Doing Hard Time
- 2004 – Flight of the Phoenix
- 2005 – House of the Dead 2
- 2005 – Over There (TV-serie) (13 avsnitt)
- 2006 – Blade: The Series (TV-serie) (tolv avsnitt)
- 2010 – Once Fallen
- 2010 – Hard Breakers
- 2016 – The Night Of (TV-serie)

## Diskografi som soloartist
- 2001 – Blacktrash: The Autobiography of Kirk Jones
- 2003 – Decade: "...but wait it gets worse"